# Simon Porte Jacquemus
Simon Porte Jacquemus, né le 16 janvier 1990 à Salon-de-Provence, est un styliste français, fondateur de la marque Jacquemus.

## Biographie
Simon Daniel Elie Porte est né dans une famille relativement modeste d'agriculteurs,, d'un père chantant à l'occasion dans des groupes metal et d'une mère aimant la décoration. Il grandit à Mallemort. « J'ai grandi dans les champs, pieds nus, libre de jouer avec les vêtements », dit-il. En 2008, à dix-huit ans, il gagne Paris, étudie quelque temps à l'École supérieure des arts et techniques de la mode (ESMOD), puis abandonne ce cursus pour un poste d'assistant de directeur artistique pour le magazine Citizen K International, poste qu'il quitte également.

### Mariage avec Marco Maestri (2022)
Le 27 août 2022, il se marie avec Marco Maestri, avec qui il est en couple depuis 2018, lors d'une cérémonie civile organisée à Charleval, un petit village situé à une trentaine de kilomètres d'Aix-en-provence

## Création de la marque
Le styliste crée sa marque Jacquemus, du nom de naissance de sa mère, en 2009 à Paris. Sa maman venant de mourir dans un accident de voiture, il dit que la mort de sa mère cette même année provoque « un électrochoc » l'incitant à commencer son parcours de créateur et à choisir le nom de famille  de sa mère, afin de lui rendre hommage. La « femme Jacquemus » renvoie, selon le créateur, à sa muse éternelle : Valérie, sa mère,,.
La recherche d'une certaine simplicité est une des caractéristiques de ses créations. Ce minimalisme est un choix, également imposé par le manque de moyen initial. Au début des années 2010, il se fait connaître en faisant porter ses créations à des amies, dans les boutiques, durant la Vogue Fashion Night Out à Paris,, et en attirant photos et caméras. Il se joue de la même façon du système[Quoi ?] lors du show Dior, à l'été 2011 : les mêmes amies « manifestent », habillées de sa  collection Ouvrière, sous une banderole « Jacquemus en grève ». « J'ai abordé Emmanuelle Alt avenue Montaigne. J'avais organisé un mini-happening - mes mannequins faisaient la grève du style habillées de ma collection automne-hiver 2011 », explique-t-il à L'Express, « La rédactrice en chef du Vogue Paris passait par là, je lui ai présenté mon travail. Je ne sais pas si ça l'a convaincue, mais si ce n'est pas le cas, je provoquerai d'autres occasions ». Il crée « l'évènement » et le buzz,. Et en 2012, il est invité à présenter sa collection lors de la Fashion Week de Paris, laquelle fait du designer de vingt-deux ans le plus jeune créateur participant à la semaine de la mode française. Il précise que « quand j'ai défilé pour la première fois en 2013, il y avait peu de jeunes créateurs dans la capitale, je me sentais isolé. C'est sans doute ce qui a suscité l'intérêt de la presse ».
Ayant réussi à acquérir une certaine notoriété, ses créations sont désormais en vente dans des boutiques telles qu'Opening Ceremony à New York, colette (fermée) ou Broken Arm à Paris, Gago à Aix en Provence et Dover Street Market à Londres. Il annonce « 90 points de vente dans le monde » en 2015, même si l'entreprise est encore fragile,. En 2014, il signe une collection pour La Redoute. En 2015, il reçoit le Prix spécial du jury au Prix LVMH (un concours international, créé par Delphine Arnault, à destination des jeunes créateurs de mode). Il partage sa vie entre la Provence et Paris. Il crée depuis 2018 des collections masculines avec un premier défilé à Sormiou en juin de la même année ; cette année-là, il obtient un corner aux Galeries Lafayette. Le 18 octobre 2024, Simon Porte Jacquemus a ouvert sa troisième boutique au 143 Spring Street à New York, après celles de Paris, avenue Montaigne, et de Dubaï, au Dubai Mall.

### 2019–2023

#### Café/restaurant «Citron» et collection «Le coup de soleil» (2019)
Son attachement à sa région natale se retrouve dans l'ouverture du café/restaurant « Citron », situé aux nouvelles Galeries Lafayette des Champs-Élysées, inaugurées le 28 mars 2019 à la place de l'ancien Virgin Megastore,. Cet attachement s'est aussi retrouvé lors de son défilé du 24 juin 2019, célébrant les dix années de la marque, où le créateur a invité le monde de la mode dans un champ de lavande, typique du sud-est, pour présenter sa nouvelle collection : « Le coup de soleil ».

#### Dix années de la marque (2019)
Dix années après sa création, la marque Jacquemus est toujours indépendante, emploie soixante personnes et voit son chiffre d'affaires, qui avait atteint cinq millions d'euros en 2016 et 11,5 millions d'euros en 2018, estimé entre 23 et 25 millions d'euros pour 2019 puis 200 millions en 2022 avec 180 employés. Simon Porte Jacquemus reste très présent sur Instagram, avec plusieurs millions d'abonnés, où sont postées parfois des images personnelles ou plus souvent des créations ; il en maitrise parfaitement les codes et établit une communication soulignée comme étant toujours créative et soignée.

#### Collection: «L'été de 1997» (2020)
Lors de la Fashion Week de Paris en 2020, il présente sa collection « L'été de 1997 » dans un décor épuré. La collection est minimaliste aux tons clairs, vert sauge et bleu Gauloises, avec des silhouettes monochromes et des coupes audacieuses. Ce défilé en hommage aux années 1990 est un succès. D'une façon générale, ces défilés, à l'esthétique minutieuse, sont remarqués par les médias ou le public et « tout le monde se presse pour y être invité » souligne Le Point.

#### Collection capsule: «Jacquemus x Nike» (2022)
En 2022, il signe une collection capsule de quinze pièces « Jacquemus x Nike », « l'une des collaborations les plus attendues » avec la marque sportive,.

#### Défilé au château de Versailles (2023)
En février 2023, il a l'exclusivité des vitrines des Galeries Lafayette à Paris. Par la suite, il organise un défilé particulièrement remarqué dans les bassins du château de Versailles auquel le public assiste depuis des barques,.

#### Partenariats avec Apple
Le créateur français collabore avec Apple lors d'un défilé filmé intégralement avec un iPhone puis lors d'une vidéo promotionnelle originale capturée avec le même outil.
En février 2025, L'Oréal annonce avoir pris une participation minoritaire dans la maison de couture Jacquemus et gérer une ligne de cosmétique pour la marque.

## Pièces cultes et mode poétique
Avant d’imaginer les vêtements d’une collection, Simon Porte Jacquemus a cette particularité d’en trouver d’abord l’univers et le titre. 
Il imagine une histoire, la musique, la mise en scène, puis lorsque le scénario est complété, il crée ses vêtements, directement sur un mannequin de tailleur ou sur le modèle. En 2019, il est le seul designer de son studio. La plupart des tissus utilisés dans ses collections proviennent d'un fournisseur de vêtements de travail. La coupe reste simple, avec peu de détails, originale. Les imprimés rappellent quelquefois l'univers des films de Jacques Tati ou de Louis Malle. Il décrit ses créations comme étant une mode « naïve ». Le rose reste sa couleur « signature ». Il lance le « Chiquito » en 2018, un sac si petit qu'il ne sert pas à grand chose et n'a qu'un rôle d'accessoire de la tenue,.
Il crée l'évènement et maîtrise l'usage des réseaux pour sa communication, en revendiquant l'usage régulier de son téléphone personnel pour la gérer (notamment en répondant lui-même aux messages sur Instagram).
Le positionnement « premium » de la marque fait que les prix n'atteignent pas le niveau des concurrents du luxe ; l'absence de campagnes publicitaires compense la marge plus faible.

## Prix
- 2015 : Prix spécial du jury au Prix LVMH[44],[45].

- 2017: Fashion Director's Choice Award aux Elle Style Awards[46]

## Distinction
- Chevalier de l'ordre des Arts et des Lettres en 2024[47]

### Articles
- Géraldine Dormoy, « Simon Porte, créateur de Jacquemus, croit au "consommez français" », L’Express, 14 novembre 2011. .
- Marie-Caroline Bougère, « Mode : Simon Porte Jacquemus, le nouveau talent frenchy », Glamour, 6 novembre 2013. .
- Marie Guérin, « Jacquemus pour La Redoute = chemin direct vers notre dressing », Elle, 16 mai 2014. .
- Caroline Rousseau et Alice Pfeiffer, « Le prix LVMH consacre de jeunes labels », Le Monde, 25 mai 2015. .
- Charlotte Brunel, « Le triomphe de la jeune création », L'Express Styles, vol. supplément à L'Express n° 3389,‎ 15 juin 2016, p. 42 à 47.
- (en) Sam Rogers, « Six things to know about Simon Porte Jacquemus », sur Vogue Australia, 27 février 2018.
- Vicky Chahine, « Les clés du succès de Jacquemus », Le Point, no 2640,‎ 9 mars 2023, p. 104-108 (ISSN 0242-6005).

### Documentaire
- Loïc Prigent, Jacquemus, le prince soleil, France 5, 2023.